# Pulorejo (Purwodadi)
Pulorejo is een bestuurslaag in het regentschap Grobogan van de provincie Midden-Java, Indonesië. Pulorejo telt 3319 inwoners (volkstelling 2010).